# Strychnos erichsonii
Strychnos erichsonii är en tvåhjärtbladig växtart som beskrevs av Schomb.. Strychnos erichsonii ingår i släktet Strychnos och familjen Loganiaceae. Inga underarter finns listade i Catalogue of Life.